# Station Raismes
Station Raismes (Nord) is een spoorwegstation in de Franse gemeente Raismes. Het ligt langs de spoorlijn Douai - Blanc-Misseron, en wordt bediend door de TER Nord-Pas-de-Calais.